# VAG-Baureihe DT3
Die VAG-Baureihe DT3 der Nürnberger U-Bahn wurde für den automatischen Fahrbetrieb auf der neuen U-Bahn-Linie U3 beschafft. Mit dieser Fahrzeugserie endet die gemeinsame Beschaffungsphilosophie der Nürnberger und der Münchner Verkehrsbetriebe, da sich der Münchner Typ C durch das Fahrzeugkonzept deutlich vom Nürnberger DT3 unterscheidet. Als Weiterentwicklung wurde im Jahr 2011 die sowohl im konventionellen als auch im automatisierten Fahrbetrieb einsetzbare VAG-Baureihe DT3-F in Dienst gestellt.

## Entwicklung
Für die Inbetriebnahme der U-Bahn-Linie 3 benötigte die VAG weitere Fahrzeuge. Da diese eine weitere Beschaffung des Vorgängertyps DT2 ablehnte, wurde eine neue Generation von U-Bahn-Triebwagen entwickelt. Die optischen Unterschiede zu den DT2 sind geringfügiger als die zwischen DT2 und DT1. Die wesentlichsten Neuerungen sind dabei der Wagenübergang zwischen den beiden Einzelwagen einer Einheit, die damit durchgehend begehbar ist, sowie der Wegfall der Fahrerkabinen. Die Fahrzeuge sind die ersten U-Bahn-Wagen in Deutschland, die im Regelbetrieb fahrerlos unterwegs sind. Anstelle des Führerstandes befindet sich ein Fahrgastabteil mit Panoramascheibe an den Zugenden. Die gemeinsame Strecke der Linien 2 und 3 war der weltweit erste Mischbetrieb mit fahrerlosen und fahrerbedienten Fahrzeugen auf derselben Strecke.
Das feierliche Roll-out des ersten Doppeltriebwagens fand am 5. Januar 2004 im Beisein des Technischen Vorstands der VAG, Dr. Rainer Müller, sowie dem Bereichsvorstand von Siemens Transportation Systems, Hans M. Schabert, statt. Zusammen mit einem weiteren Doppeltriebwagen wurde das Fahrzeug als Prototyp für die späteren Serienzüge eingesetzt, um alle Komponenten zu testen und mögliche Fehler zu erkennen und zu beheben. Die beiden Fahrzeuge wurden nach Abschluss der Erprobungsphase an Siemens zurückgegeben und verschrottet. Die Serienlieferung der 32 bestellten Doppeltriebwagen (inklusive Ersatz für die Prototypen) erfolgte in den Jahren 2004 bis 2007, für weitere sechs bestand eine Kaufoption. Am 14. Juni 2008 begann der offizielle Fahrgastbetrieb der DT3 auf der U-Bahn-Linie U3. Seit Januar 2010 wird auch die Linie U2 fahrerlos betrieben.
Ende September 2008 wurde bekannt, dass die VAG die Kaufoption um acht weitere Doppeltriebwagen auf insgesamt 14 DT aufgestockt hat. Die neuen Einheiten mit der Bezeichnung DT3-F sind gegenüber den bisherigen DT3 mit ausbaubaren Fahrerkabinen versehen, um sie sowohl auf den automatisierten Linien U2 und U3 als auch auf der konventionell betrieben Linie U1 einsetzten zu können. Die Kosten für die neuen Züge belaufen sich auf 82,6 Millionen Euro, der Freistaat bezuschusst den Fahrzeugkauf mit 21,4 Millionen Euro. Am 20. August 2010 traf der erste Doppeltriebwagen im Betriebshof in Langwasser ein, seit dem 4. Oktober 2010 fanden Test- und Abnahmefahrten im Gesamtnetz statt. Die Wagen verkehren seit dem 18. Mai 2011 im Regelbetrieb.
Das Fahrzeug basiert auf der Siemens Modular Metro Plattform auf der auch der Wiener Typ V basiert.

## Aufbau

### DT3

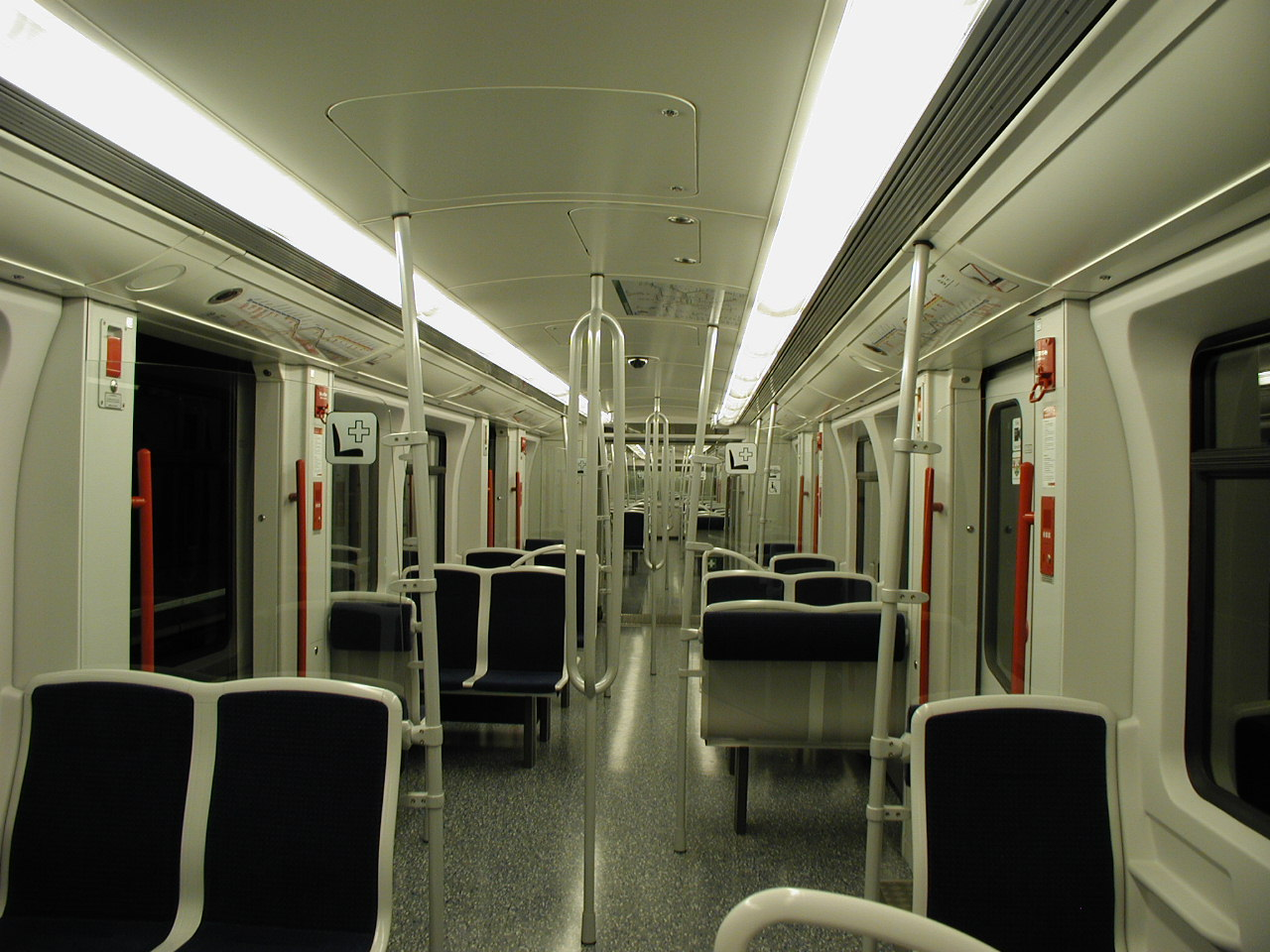
Innenraum eines DT3

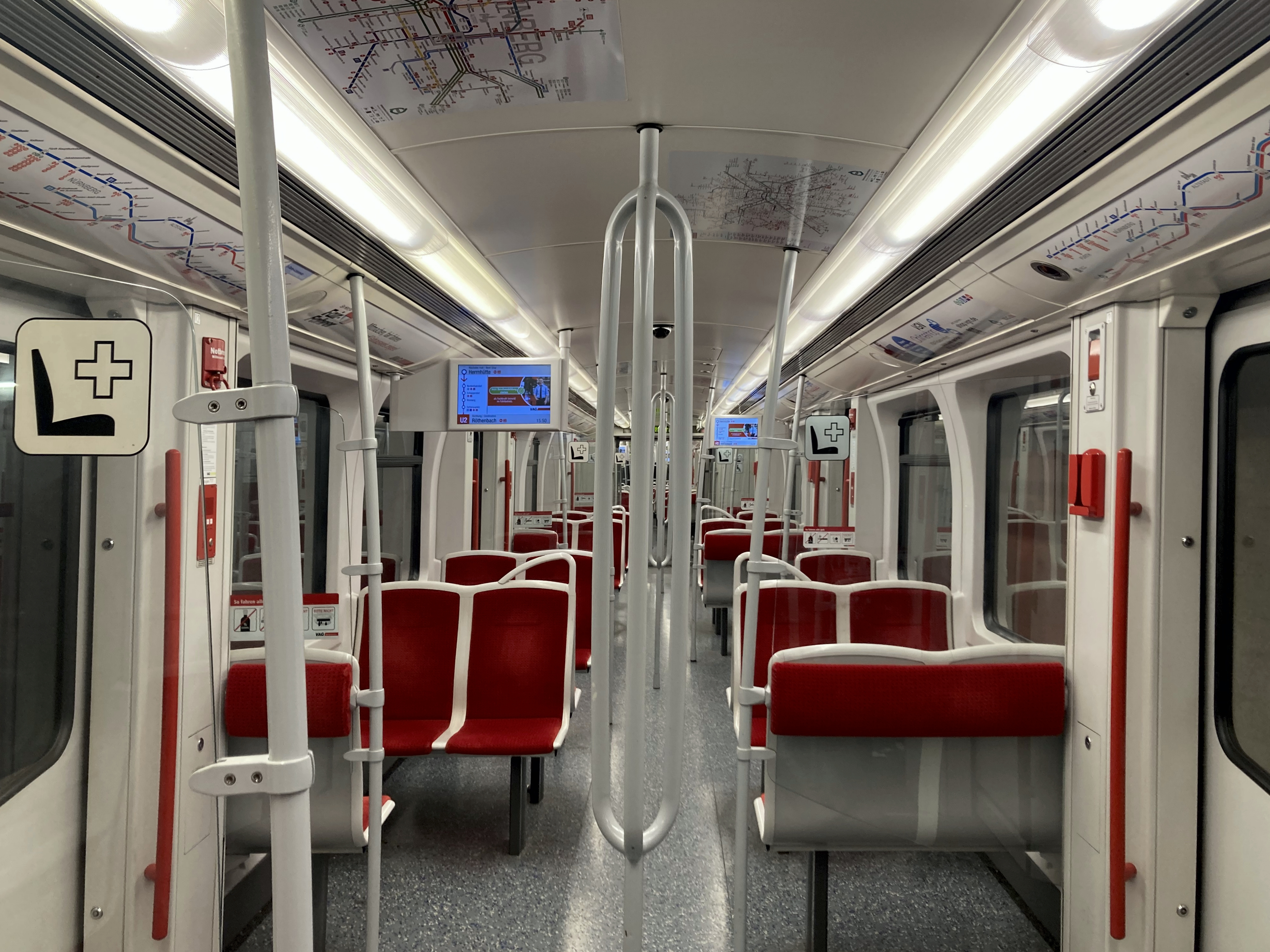
Innenraum eines DT3 nach Modernisierung

In der äußeren Grundgestaltung sind die Unterschiede zwischen DT2 und DT3 nur geringfügig. Das Design mit der großen einteiligen Frontscheibe als auch Tür- und Fensteranordnung stimmen in beiden Baureihen weitgehend überein. Größere Unterschiede findet man allerdings im Innenraum. Hier fallen zum einen die Führerstände an den Wagenenden weg, womit den Fahrgästen die Sicht auf die Strecke möglich wird. Neu ist zudem die Verbindung der beiden Wagenhälften, wodurch Komfort und Sicherheitsgefühl erhöht werden. Der zusätzlich entstandene Platz wird vorwiegend als Abstellplatz für Kinderwagen, Fahrräder oder Rollstühle genutzt, außerdem sind auch Klappsitze installiert worden. Alle Wagen sind zudem mit Videokameras ausgestattet. Zur Fahrgastinformation ist über den Durchgängen und am Wagenende eine Anzeige angebracht, die den nächsten Halt anzeigt und die Ausstiegsseite mit einem roten Pfeil symbolisiert.
Neben diesen Veränderungen soll vor allem körperlich beeinträchtigten Menschen der Umgang mit den automatisch verkehrenden Zügen erleichtert werden. Zum Beispiel werden Haltestangen im Türbereich zur besseren Sichtbarkeit rot markiert, für Gehörlose werden die Warnsignale im Türbereich optisch und akustisch bemerkbar gemacht. Der Spalt zwischen Bahnsteigkante und Fahrzeug wird mittels einer ausfahrbaren Rampe überbrückt und ermöglicht z. B. für Rollstuhlfahrer ein leichteres ein- und aussteigen. Damit beim Fahrgastwechsel kein Passagier durch eine sich schließende Tür eingeklemmt und beim Anfahren des Zuges mitgeschleift wird, verfügen die Türen über sensible Kanten. Durch einen Infrarot-Strahl im Gummiprofil der Türkante werden eingeklemmte Gegenstände oder Personen erkannt, der Zug am Abfahren gehindert und die Tür zum Entfernen des Gegenstandes bzw. der Person wieder geöffnet.

### DT3-F

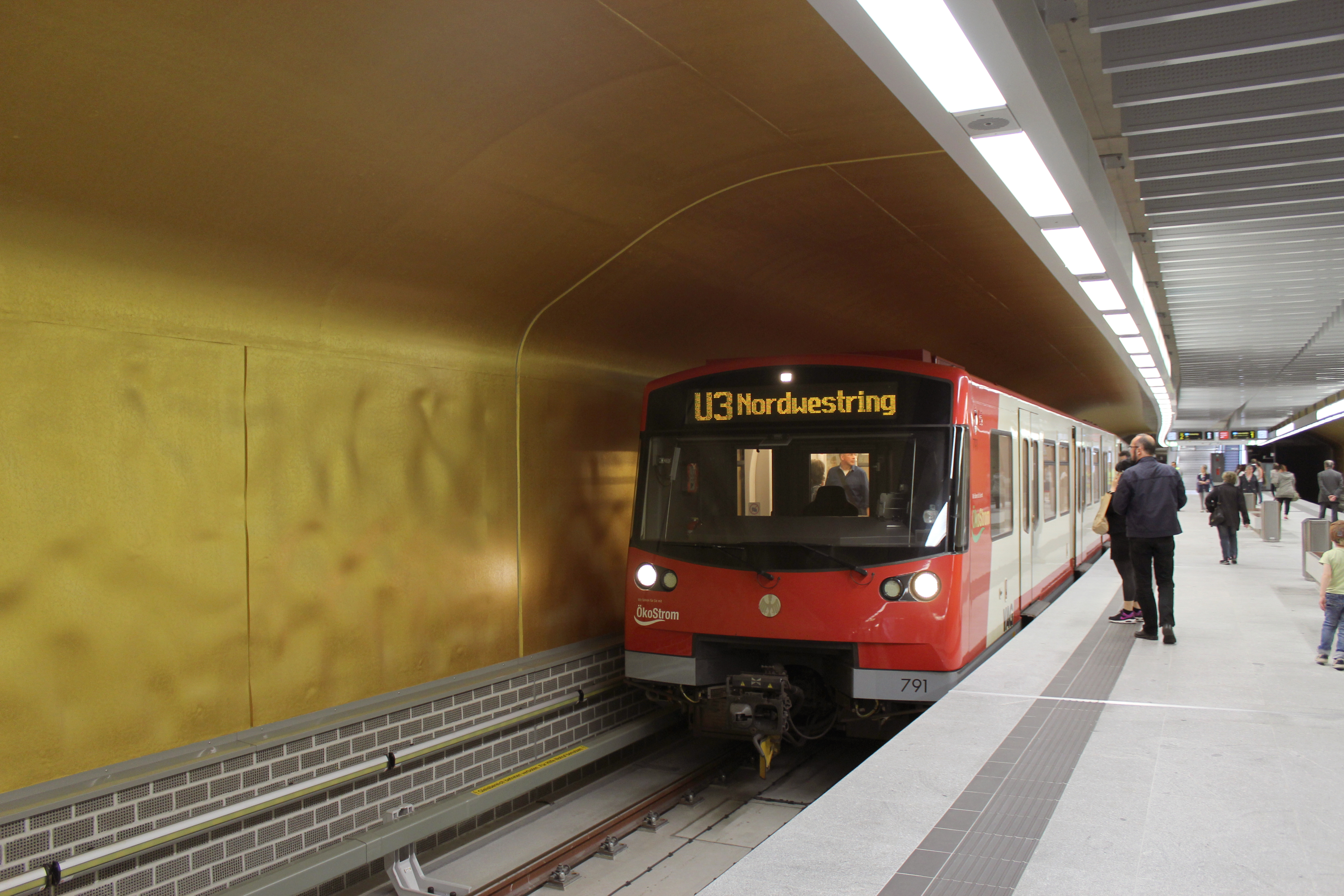
DT3-F im U-Bahnhof Klinikum Nord

Der Typ DT3-F entspricht vom Aufbau her weitgehend dem Typ DT3. Auffälligste Änderung ist die an der Stirnseite jedes Doppeltriebwagens vorhandene, vom Fahrgastraum abgetrennte Fahrerkabine mit einem vollwertigen Fahrpult für den konventionellen Betrieb. Die Kabine ist als Modul gefertigt und kann bei einer etwaigen Automatisierung der heute noch konventionell betriebenen U1 ausgebaut werden. Im Fahrgastraum wurden neben den bereits im DT3 verwendeten Haltestellenanzeigen zusätzlich je zwei Monitore pro Fahrzeughälfte zur Fahrgastinformation angebracht. Um die Lesbarkeit der Anzeigen vor allem für sehbehinderte Menschen zu erhöhen, werden für die Haltestellenanzeigen und die Zugzielanzeiger bernsteinfarbene LED-Anzeiger verwendet. Zur Ermittlung von Fahrgastzahlen sind an jedem Wagenzugang Zähleinrichtungen angebracht.
Der Abfertigungsvorgang erfolgt sensorunterstützt vom Fahrerplatz aus und wird vom Fahrer mit Hilfe von am Bahnsteig angebrachten Spiegeln oder Monitoren kontrolliert.
Die Wagen der Typen DT3 und DT3-F können freizügig gekuppelt werden, diese Möglichkeit wird auf den Linien U2 und U3 auch genutzt.

## Umbauten

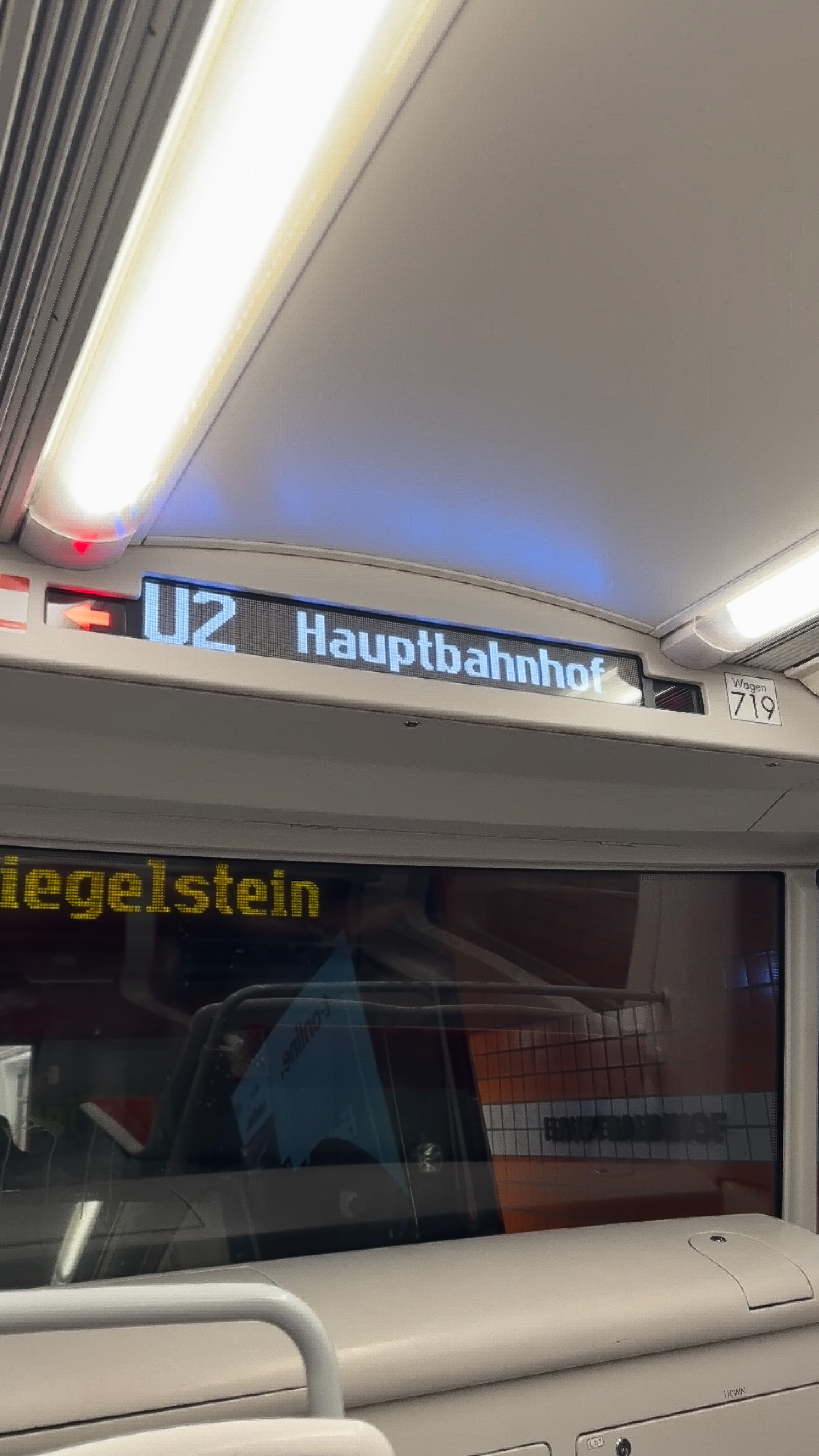
Wagen 719/720 mit neuen Anzeigern. Dieser Wagen ist der erste der gesamten Flotte mit dieser Neuerung.

Um die DT3-Fahrzeuge vorab im Fahrgastbetrieb erproben zu können, waren die vier Doppeltriebwagen 715/716, 717/718, 731/732 und 733/734 zwischen dem 7. Mai und 26. Juli 2007 im konventionellen Fahrbetrieb auf den Linien U1/U11 und U2/U21 unterwegs. Dafür wurden die Wagen mit Trennwänden zwischen Wagenende und erstem Türbereich ausgerüstet und erhielten alle für den Fahrgastbetrieb notwendigen sonstigen Einrichtungen (Netzpläne, Hinweisschilder usw.). Sie wurden jeweils von zwei Fahrern bedient, die sich die Aufgaben Fahren und Abfertigen teilen. Grund dafür: die DT3 haben keine Führerstandstür für den Fahrer, sodass er den Bahnsteigbereich zur Zugabfertigung nicht betreten kann. Nach Abschluss des Testbetriebs wurden die Fahrzeuge wieder in ihren Ursprungszustand zurückgebaut. Die ursprünglich verbauten blauen Sitzbezüge werden seit 2022 Schritt für Schritt durch neue rote Sitzbezüge ersetzt. Ebenfalls werden die Anzeigen innerhalb der Züge seit April 2024 mit moderneren, weißen Anzeigen ausgetauscht, da die bekannten grünen Anzeiger nicht mehr verfügbar sind.